# Lijst van Tweede Kamerleden voor de KVP
Een overzicht van alle voormalige Tweede Kamerleden voor de Katholieke Volkspartij (KVP).
| Tweede Kamerlid                 | Begindatum        | Einddatum         |
| ------------------------------- | ----------------- | ----------------- |
| Piet Aalberse                   | 5 juni 1963       | 15 maart 1969     |
| Jacques Aarden                  | 12 juli 1962      | 26 februari 1968  |
| Harry Aarts                     | 23 januari 1973   | 7 juni 1977       |
| Dries van Agt                   | 23 januari 1973   | 22 april 1973     |
| Leo Albering                    | 23 oktober 1956   | 19 mei 1969       |
| Marius van Amelsvoort           | 3 augustus 1971   | 6 december 1972   |
| Marius van Amelsvoort           | 28 mei 1973       | 7 juni 1977       |
| Mieke Andela-Baur               | 24 augustus 1976  | 7 juni 1977       |
| Frans Andriessen                | 23 februari 1967  | 7 juni 1977       |
| Jan Andriessen                  | 4 juni 1946       | 21 februari 1967  |
| Wim Assmann                     | 6 november 1956   | 6 december 1972   |
| Frans Bachg                     | 22 december 1945  | 14 juli 1952      |
| Frans Bachg                     | 6 november 1956   | 19 maart 1959     |
| Fons Baeten                     | 6 november 1956   | 15 december 1967  |
| Cas van Beek                    | 15 september 1964 | 9 mei 1971        |
| Louis Beel                      | 4 juni 1946       | 2 juli 1946       |
| Louis Beel                      | 27 juli 1948      | 7 september 1948  |
| Leo de Bekker                   | 29 november 1966  | 7 juni 1977       |
| Pieter Blaisse                  | 15 juli 1952      | 2 juli 1956       |
| Pieter Blaisse                  | 23 oktober 1956   | 21 februari 1967  |
| Pieter Bogaers                  | 20 maart 1959     | 23 juli 1963      |
| Gijs Boot                       | 23 februari 1967  | 9 mei 1971        |
| Theo Bot                        | 2 juli 1963       | 23 juli 1963      |
| Wiel Bremen                     | 11 mei 1971       | 7 juni 1977       |
| Hans van den Broek              | 12 oktober 1976   | 7 juni 1977       |
| Rinus Broos                     | 8 mei 1962        | 4 juni 1963       |
| Tiemen Brouwer                  | 20 maart 1959     | 10 mei 1973       |
| Ben van Buel                    | 6 november 1956   | 19 maart 1959     |
| Ben van Buel                    | 25 april 1961     | 9 mei 1971        |
| Jo Cals                         | 19 augustus 1948  | 14 maart 1950     |
| Jo Cals                         | 15 juli 1952      | 1 september 1952  |
| Jo Cals                         | 3 juli 1956       | 2 oktober 1956    |
| Jo Cals                         | 20 maart 1959     | 18 mei 1959       |
| Jo Cals                         | 2 juli 1963       | 13 april 1965     |
| Wim du Chatinier                | 3 augustus 1971   | 6 december 1972   |
| Wim du Chatinier                | 7 maart 1973      | 7 juni 1977       |
| Pam Cornelissen                 | 23 februari 1967  | 7 juni 1977       |
| Dien Cornelissen                | 21 september 1971 | 6 december 1972   |
| Dien Cornelissen                | 28 mei 1973       | 7 juni 1977       |
| Huub Dassen                     | 4 juni 1946       | 14 juli 1952      |
| Willem Derks                    | 17 september 1946 | 26 juli 1948      |
| Rie Dirx                        | 30 januari 1968   | 9 mei 1971        |
| Sjef van Dongen                 | 6 november 1956   | 21 februari 1967  |
| Harry van Doorn                 | 3 juli 1956       | 27 februari 1968  |
| Willem Jozef Droesen            | 4 juni 1946       | 21 februari 1967  |
| Willy Dusarduijn                | 23 februari 1967  | 6 december 1972   |
| Bob Duynstee                    | 3 juli 1956       | 21 februari 1967  |
| Joop van Elsen                  | 11 mei 1971       | 7 juni 1977       |
| Ben Engelbertink                | 30 oktober 1946   | 31 augustus 1970  |
| Piet Engels                     | 5 juni 1963       | 5 juli 1971       |
| Theo van Eupen                  | 17 september 1963 | 10 maart 1965     |
| Johannes Josephus Fens          | 23 juni 1949      | 15 december 1961  |
| Alexander Fiévez                | 27 juli 1948      | 29 april 1949     |
| Ferdinand Fiévez                | 26 januari 1965   | 15 augustus 1975  |
| Til Gardeniers-Berendsen        | 11 mei 1971       | 7 juni 1977       |
| Jos Gielen                      | 27 juli 1948      | 14 november 1949  |
| Frans Gijzels                   | 2 juli 1963       | 5 september 1964  |
| Theo de Graaf                   | 21 september 1948 | 2 juli 1956       |
| Theo de Graaf                   | 6 november 1956   | 4 juni 1963       |
| Jacobus Groen Az.               | 4 juni 1946       | 19 maart 1959     |
| Berthe Groensmit-van der Kallen | 23 februari 1967  | 7 juni 1977       |
| Frans van der Gun               | 11 mei 1971       | 7 juni 1977       |
| Johannes Jacobus de Haas        | 27 juli 1948      | 14 juli 1952      |
| Ted Hazekamp                    | 26 oktober 1971   | 6 december 1972   |
| Annemieke van Heel-Kasteel      | 28 mei 1973       | 7 juni 1977       |
| Jan Heijmans                    | 11 mei 1971       | 1 december 1973   |
| Martien van Helvoort            | 6 november 1956   | 19 maart 1959     |
| Martien van Helvoort            | 5 november 1959   | 21 februari 1967  |
| Ad Hermes                       | 11 mei 1971       | 7 juni 1977       |
| Ben Hermsen                     | 3 juni 1969       | 9 mei 1971        |
| Ben Hermsen                     | 3 augustus 1971   | 7 juni 1977       |
| Nico van den Heuvel             | 27 juli 1948      | 9 mei 1971        |
| Theo Hooij                      | 4 juni 1946       | 2 juli 1956       |
| Louis Horsmans                  | 13 maart 1963     | 4 juni 1963       |
| Louis Horsmans                  | 17 september 1963 | 21 februari 1967  |
| Dolf Hutschemaekers             | 23 februari 1967  | 7 juni 1977       |
| Joop IJsselmuiden               | 23 juli 1946      | 1 maart 1950      |
| Jan Hendrik Jansen              | 19 april 1967     | 9 mei 1971        |
| Martin Janssen                  | 27 juli 1948      | 2 juli 1956       |
| Martin Janssen                  | 23 oktober 1956   | 4 juni 1963       |
| Paul Janssen                    | 23 februari 1967  | 26 februari 1968  |
| Piet de Jong                    | 23 februari 1967  | 4 april 1967      |
| Annie Kessel                    | 5 juni 1963       | 25 maart 1968     |
| Cor Kleisterlee                 | 6 november 1956   | 7 juni 1977       |
| Marga Klompé                    | 12 augustus 1948  | 12 oktober 1956   |
| Marga Klompé                    | 20 maart 1959     | 18 mei 1959       |
| Marga Klompé                    | 2 juli 1963       | 21 november 1966  |
| Marga Klompé                    | 23 februari 1967  | 4 april 1967      |
| Jopie Knol                      | 26 mei 1959       | 4 juni 1963       |
| Theo Koersen                    | 4 juni 1946       | 11 juni 1962      |
| Jo van Koeverden                | 28 maart 1950     | 14 juli 1952      |
| Jo van Koeverden                | 16 september 1952 | 9 mei 1971        |
| Truus Kok                       | 26 mei 1959       | 9 mei 1971        |
| Erik Kolfschoten                | 20 maart 1959     | 21 februari 1967  |
| Erik Kolfschoten                | 19 maart 1969     | 9 mei 1971        |
| Wim de Kort                     | 4 juni 1946       | 14 juli 1952      |
| Wim de Kort                     | 10 december 1952  | 13 oktober 1966   |
| Rad Kortenhorst                 | 4 juni 1946       | 12 januari 1963   |
| Toon Krosse                     | 23 februari 1967  | 7 juni 1977       |
| Karel van Laak                  | 15 februari 1966  | 21 februari 1967  |
| Karel van Laak                  | 5 maart 1968      | 9 mei 1971        |
| Dick Laan                       | 20 maart 1959     | 21 februari 1967  |
| Pierre Lardinois                | 17 september 1963 | 4 april 1967      |
| Pierre Lardinois                | 25 mei 1971       | 5 juli 1971       |
| Anton Lucas                     | 4 juni 1946       | 30 september 1966 |
| Ton Lückers-Bergmans            | 22 januari 1974   | 7 juni 1977       |
| Joseph Luns                     | 3 juli 1956       | 2 oktober 1956    |
| Joseph Luns                     | 23 februari 1967  | 4 april 1967      |
| Joseph Luns                     | 11 mei 1971       | 30 september 1971 |
| Johannes van Maarseveen         | 4 juni 1946       | 2 juli 1946       |
| Johannes van Maarseveen         | 27 juli 1948      | 9 augustus 1948   |
| Jos Maenen                      | 4 juni 1946       | 4 juni 1963       |
| Jan Maenen                      | 13 maart 1962     | 9 mei 1971        |
| Victor Marijnen                 | 2 juli 1963       | 23 juli 1963      |
| Victor Marijnen                 | 27 april 1965     | 14 januari 1966   |
| Chris Matser                    | 4 juni 1946       | 19 oktober 1946   |
| Cees van Meel                   | 15 juli 1952      | 13 augustus 1963  |
| José de Meijer                  | 23 februari 1967  | 9 mei 1971        |
| Han Meijer                      | 24 februari 1970  | 9 mei 1971        |
| Aloys Joan Joseph Maria Mes     | 30 oktober 1946   | 26 juli 1948      |
| Chris Mol                       | 4 juni 1946       | 2 juli 1956       |
| Joep Mommersteeg                | 5 juni 1963       | 10 mei 1973       |
| Joep Mommersteeg                | 18 mei 1976       | 7 juni 1977       |
| Harry Moorman                   | 15 juli 1952      | 5 september 1952  |
| Harry Moorman                   | 20 maart 1959     | 21 februari 1967  |
| Wiel Mulders                    | 3 juli 1956       | 4 juni 1963       |
| Roelof Nelissen                 | 5 juni 1963       | 13 januari 1970   |
| Roelof Nelissen                 | 11 mei 1971       | 5 juli 1971       |
| Roelof Nelissen                 | 7 december 1972   | 6 maart 1973      |
| Agnes Nolte                     | 27 juli 1948      | 14 juli 1952      |
| Agnes Nolte                     | 6 november 1956   | 4 juni 1963       |
| Jacobus van de Noort            | 22 juni 1965      | 21 februari 1967  |
| Harrij Notenboom                | 5 juni 1963       | 7 juni 1977       |
| Rinus Peijnenburg               | 4 oktober 1966    | 7 juni 1977       |
| Jan Mathijs Peters              | 4 juni 1946       | 24 januari 1962   |
| Wil Peters                      | 3 juli 1956       | 4 juni 1963       |
| Kees van der Ploeg              | 2 november 1949   | 9 mei 1971        |
| Max van Poll                    | 4 juni 1946       | 9 september 1946  |
| Lambertus Wilhelm Reestman      | 29 november 1966  | 21 februari 1967  |
| Karel van Rijckevorsel          | 15 juli 1952      | 21 februari 1967  |
| Carl Romme                      | 4 juni 1946       | 17 februari 1961  |
| Eugenius Roolvink               | 4 juni 1946       | 26 juli 1948      |
| Eugenius Roolvink               | 2 maart 1950      | 14 juli 1952      |
| Eugenius Roolvink               | 12 februari 1953  | 31 mei 1953       |
| Eugenius Roolvink               | 6 november 1956   | 19 maart 1959     |
| Eugenius Roolvink               | 26 mei 1959       | 4 juni 1963       |
| Gustave Ruijs de Beerenbrouck   | 4 juni 1946       | 26 juli 1948      |
| Gustave Ruijs de Beerenbrouck   | 22 september 1955 | 2 juli 1956       |
| Piet van der Sanden             | 11 mei 1971       | 6 december 1972   |
| Piet van der Sanden             | 28 mei 1973       | 7 juni 1977       |
| Maan Sassen                     | 4 juni 1946       | 6 augustus 1948   |
| Josef van Schaik                | 4 juni 1946       | 6 augustus 1948   |
| Theo van Schaik                 | 23 februari 1967  | 31 mei 1976       |
| Norbert Schmelzer               | 20 maart 1959     | 18 mei 1959       |
| Norbert Schmelzer               | 2 juli 1963       | 9 mei 1971        |
| Herman Schoemaker               | 5 juni 1963       | 30 september 1966 |
| Wim Schuijt                     | 23 oktober 1956   | 9 mei 1971        |
| Nico Schuurmans                 | 30 oktober 1946   | 6 december 1946   |
| Johan Sens                      | 14 december 1966  | 21 februari 1967  |
| Jos Serrarens                   | 4 juni 1946       | 3 december 1952   |
| Frans Smits van Oyen            | 4 juni 1946       | 4 december 1947   |
| Louis van Son                   | 5 juni 1963       | 27 november 1966  |
| Louis van Son                   | 23 februari 1967  | 17 april 1967     |
| Louis van Son                   | 11 mei 1971       | 6 december 1972   |
| Fons van der Stee               | 12 december 1972  | 10 mei 1973       |
| Willem Steinmetz                | 4 juni 1946       | 13 september 1949 |
| Jacobus Gerardus Stokman        | 26 maart 1946     | 4 juni 1963       |
| Jos Sweens                      | 23 december 1947  | 26 juli 1948      |
| Frans Teulings                  | 4 juni 1946       | 26 juli 1948      |
| Frans-Joseph van Thiel          | 27 juli 1948      | 14 juli 1952      |
| Frans-Joseph van Thiel          | 3 juli 1956       | 6 december 1972   |
| Gerard Veldkamp                 | 20 maart 1959     | 18 mei 1959       |
| Gerard Veldkamp                 | 2 juli 1963       | 23 juli 1963      |
| Henk Verberk                    | 6 november 1956   | 19 maart 1959     |
| Tom Verdijk                     | 31 juli 1963      | 21 februari 1967  |
| Tom Verdijk                     | 11 mei 1971       | 6 december 1972   |
| Bernard Verhoeven               | 1 december 1949   | 14 juli 1952      |
| Bernard Verhoeven               | 6 november 1956   | 19 maart 1959     |
| Gerard Veringa                  | 11 mei 1971       | 31 december 1971  |
| Netty de Vink                   | 18 september 1947 | 26 juli 1948      |
| Netty de Vink                   | 30 juni 1953      | 21 februari 1967  |
| Eddy Visch                      | 14 oktober 1952   | 2 juli 1956       |
| Eddy Visch                      | 6 november 1956   | 19 maart 1959     |
| Eddy Visch                      | 21 december 1961  | 4 juni 1963       |
| Frans van Vliet                 | 4 juni 1946       | 28 februari 1962  |
| Jan de Vreeze                   | 6 november 1956   | 9 mei 1971        |
| Anna de Waal                    | 15 juli 1952      | 1 februari 1953   |
| Martien van der Weijden         | 4 juni 1946       | 19 maart 1959     |
| Steef Weijers                   | 22 september 1970 | 6 december 1972   |
| Steef Weijers                   | 2 september 1975  | 7 juni 1977       |
| Toon Weijters                   | 3 juli 1956       | 8 april 1976      |
| Charles Welter                  | 3 juli 1956       | 4 juni 1963       |
| Ans van der Werf-Terpstra       | 1 december 1966   | 21 februari 1967  |
| Tjerk Westerterp                | 31 juli 1963      | 16 augustus 1971  |
| Tjerk Westerterp                | 7 december 1972   | 10 mei 1973       |
| Frans Wijffels                  | 15 juli 1952      | 14 september 1955 |
| Herman Witte                    | 20 maart 1959     | 15 oktober 1959   |
| André de Wolf                   | 3 juli 1956       | 4 juni 1963       |
| Gerard ter Woorst               | 20 april 1967     | 6 december 1972   |
| Gerard ter Woorst               | 2 mei 1973        | 30 september 1976 |
| Harrie van der Zanden           | 16 augustus 1946  | 4 juni 1963       |
| Jos Zegers                      | 4 juni 1946       | 26 juli 1948      |
| Piet van Zeil                   | 1 februari 1972   | 7 juni 1977       |
| Piet Zelissen                   | 11 mei 1971       | 6 december 1972   |
| Johan Zwanikken                 | 6 november 1956   | 21 februari 1967  |